# Peginterféron alfa-2b
Le peginterféron alfa-2a est un antinéoplasique et un adjuvant immunologique utilisé en association avec un antiviral — la ribavirine — dans le traitement de l'hépatite C chronique. Il est également utilisé contre l'hépatite B chronique.
Ce médicament est produit par pégylation d'interféron alfa-2b obtenu à partir de la fermentation d’Escherichia coli contenant un plasmide synthétique d'ADN recombinant issu d'un gène d'interféron humain de leucocyte cloné. La protéine ainsi produite contient 165 résidus d'acides aminés pour une masse moléculaire de 19 271 Da ; l'ensemble formé par la protéine et les chaînes de polyéthylène glycol (PEG) a une masse moléculaire d'environ 31 kDa. Les chaînes PEG protègent la protéine contre sa dégradation protéolytique, accroissent sa demi-vie in vivo et réduisent son caractère antigénique en recouvrant physiquement ses épitopes.
L'interféron alfa-2b active l'expression des protéines du complexe majeur d'histocompatibilité de classe I (MHC I), ce qui augmente la reconnaissance des peptides issus des antigènes viraux. Ceci a pour effet d'activer les lymphocytes T CD8+ — lymphocytes T cytotoxiques porteur du cluster de différenciation 8, ou protéine CD8 — et de les rendre plus efficaces contre les macrophages. Il active également l'expression de plusieurs médiateurs essentiels de la défense de l'organisme contre les virus, tels que la 2'-5' oligoadénylate synthase et la protéine kinase R (en).
L'administration de peginterféron alfa-2a peut provoquer une grande variété d'effets secondaires et indésirables. Agissant sur le système immunitaire, ce médicament est susceptible d'aggraver certaines infections, au point de les rendre mortelles, et de favoriser le développement de maladies auto-immunes. Il peut également accentuer des troubles cardio-vasculaires préexistants, provoquer des troubles de l'humeur allant jusqu'au développement d'idées suicidaires ou d'automutilation, et réactiver tout un ensemble d'affections ayant déjà atteint le patient.
La séquence des résidus d'acides aminés de l'interféron alfa est la suivante :
| 001 | Cys | Asp | Leu | Pro | Gln | Thr | His | Ser | Leu | Gly | Ser | Arg | Arg | Thr | Leu | Met | Leu | Leu | Ala | Gln |
| 021 | Met | Arg | Arg | Ile | Ser | Leu | Phe | Ser | Cys | Leu | Lys | Asp | Arg | His | Asp | Phe | Gly | Phe | Pro | Gln |
| 041 | Glu | Glu | Phe | Gly | Asn | Gln | Phe | Gln | Lys | Ala | Glu | Thr | Ile | Pro | Val | Leu | His | Glu | Met | Ile |
| 061 | Gln | Gln | Ile | Phe | Asn | Leu | Phe | Ser | Thr | Lys | Asp | Ser | Ser | Ala | Ala | Trp | Asp | Glu | Thr | Leu |
| 081 | Leu | Asp | Lys | Phe | Tyr | Thr | Glu | Leu | Tyr | Gln | Gln | Leu | Asn | Asp | Leu | Glu | Ala | Cys | Val | Ile |
| 101 | Gln | Gly | Val | Gly | Val | Thr | Glu | Thr | Pro | Leu | Met | Lys | Glu | Asp | Ser | Ile | Leu | Ala | Val | Arg |
| 121 | Lys | Tyr | Phe | Gln | Arg | Ile | Thr | Leu | Tyr | Leu | Lys | Glu | Lys | Lys | Tyr | Ser | Pro | Cys | Ala | Trp |
| 141 | Glu | Val | Val | Arg | Ala | Glu | Ile | Met | Arg | Ser | Phe | Ser | Leu | Ser | Thr | Asn | Leu | Gln | Glu | Ser |
| 161 | Leu | Arg | Ser | Lys | Glu |     |     |     |     |     |     |     |     |     |     |     |     |     |     |     |

Il fait partie de la liste des médicaments essentiels de l'Organisation mondiale de la santé (liste mise à jour en avril 2013).